# Salétromsav
A salétromsav (HNO3) - régi nevei: légenysav, választóvíz, fojtósav - egybázisú, erős sav, sói a nitrátok. Tiszta állapotban színtelen, szúrós szagú folyadék.

## Jellemzői

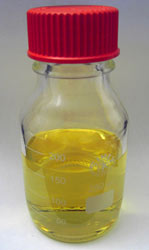
Salétromsav

Állás közben bomlik (fény és hő hatására), oxigén és nitrogén-dioxid keletkezik, mely rozsdabarnára színezi. Ezért sötét üvegben, jól zárva tároljuk. Kereskedelmi forgalomba legtöbbször 68%-os vizes oldata kerül, a 86%-nál töményebb salétromsavat füstölgő salétromsavnak hívjuk. A tömény (~ 50%-nál töményebb) salétromsav a szerves vegyületeket erősen oxidálja vagy nitrálja - a vízmegkötő szerként hozzátett kénsavval képezett keveréke a nitrálósav, melyet nitrálásra használnak. Hígítva a platinafémek és az arany kivételével minden fémet felold (A negatív standardpotenciálú fémekkel hidrogénfejlődés közben fém-nitrátokat alkot, pozitív standarpotenciálú fémek esetén először oxidálja a fémet: a molekula központi atomja redukálódik nitrogén-oxidok keletkezése közben, majd a keletkezett fém-oxidot a jelenlevő salétromsav feloldja), töményen sok fémet (alumínium, króm, vas, nikkel, kobalt) passzivál. Mivel az ezüstöt feloldja, de az aranyat nem, választóvíznek is nevezik. A bőrt erősen megtámadja, miközben sárga foltot hagy rajta, ez az ún. xantoprotein-reakció. Sósavval képzett keveréke a királyvíz, ami – az elegyben keletkező nitrozil-klorid (NOCl) segítségével – oldja az aranyat és a platinát is. Lúgokkal nitrátok képződése közben reagál.

## Előállítása
Előállítható ipari mennyiségben az ammónia oxigénnel vagy levegővel való oxidációja során 10% ródiumot tartalmazó platinaháló-katalizátor jelenlétében és a keletkezett nitrogén-dioxid vízben való elnyeletése útján. Laboratóriumban tömény kénsav és kálium-nitrát keverékének a desztillációjával állítják elő.

{\displaystyle \mathrm {H_{2}SO_{4}+KNO_{3}\rightarrow KHSO_{4}+HNO_{3}} }
Sósav és ammónium-nitrát érintkezésekor is keletkezik:

{\displaystyle \mathrm {NH_{4}NO_{3}+HCl\rightarrow NH_{4}Cl+HNO_{3}} }

## Felhasználása
Felhasználják nitrogénműtrágyák, robbanóanyagok, rakétahajtó anyagok, színezékek, gyógyszerek előállítására. Az ékszerészek választóvízként használják, segítségével lehet kinyerni az aranyat az ötvözetekből, mivel az arany nem oldódik salétromsavban.